# قانون حفاظت از مرزها، ضد تروریسم و کنترل مهاجرت غیرقانونی ۲۰۰۵

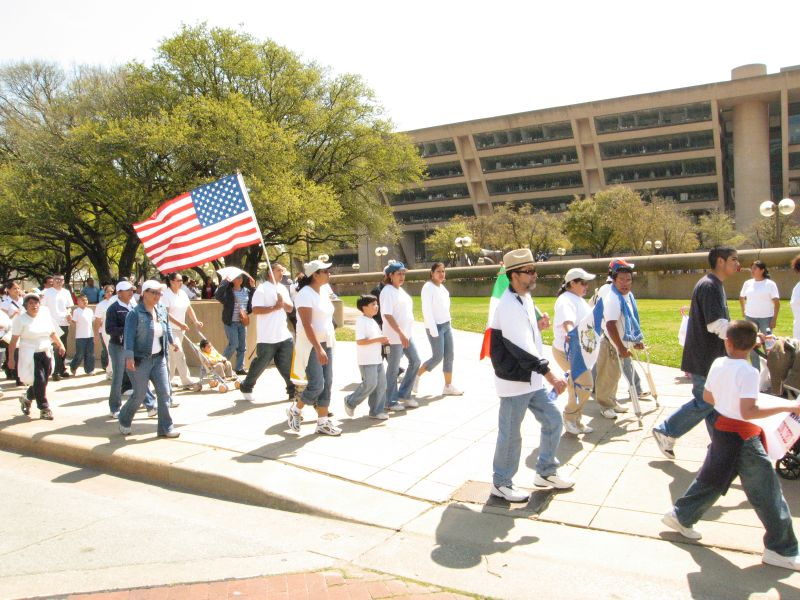
راهپیمایی در مقابل شهرداری دالاس برای اعتراض

قانون حفاظت از مرزها، ضد تروریسم و کنترل مهاجرت غیرقانونی ۲۰۰5 () لایحه ای بود در کنگره ایالات متحده. مجلس نمایندگان ایالات متحده در ۱۶ دسامبر ۲۰۰۵ با ۲۳۹ رای موافق در برابر ۱۸۲ رای موافق (با ۹۲٪ از جمهوریخواهان حمایت، ۸۲٪ از دموکرات‌ها مخالف) تصویب شد، اما سنا را تصویب نکرد. همچنین به عنوان «لایحه سنسنبرنر» به دلیل حامی آن در مجلس نمایندگان، جیم سنسنبرنر، جمهوری‌خواه ویسکانسین، شناخته می‌شد. این لایحه کاتالیزور اعتراضات اصلاحات مهاجرتی ایالات متحده در سال ۲۰۰۶ بود و اولین قطعه قانونی بود که توسط مجلس کنگره در بحث مهاجرت غیرقانونی ایالات متحده تصویب شد. توسعه و تأثیر این لایحه در «skh می‌کند»، داستان ۱۱ در چگونه دموکراسی اکنون کار می‌کند: دوازده داستان، مجموعه‌ای مستند از تیم فیلمسازی شاری رابرتسون و مایکل کامرینی نشان داده شد.

## مفاد
این لایحه که به تصویب مجلس نمایندگان رسیده‌است، از جمله موارد زیر را شامل می‌شود:
- تا ۷۰۰ مایل (۱۱۲۰کیلومتر) نیاز دارد حصار دو لایه در امتداد مرز مکزیک و ایالات متحده در نقاطی با بیشترین تعداد عبور غیرقانونی مرزی. (اصلاحیه خانه ۶۴۸، تألیف دانکن هانتر (R-CA52)
- دولت فدرال را ملزم می‌کند که از بیگانگان غیرقانونی بازداشت شده توسط مقامات محلی مراقبت کند. این امر به عمل «گرفتن و رهاسازی» پایان می‌دهد، جایی که مقامات فدرال گاهی به مجریان قانون محلی دستور می‌دهند تا بیگانگان غیرقانونی بازداشت شده را آزاد کنند زیرا منابعی برای پیگرد قانونی آنها در دسترس نیست. همچنین هزینه‌های مربوط به بازداشت بیگانگان غیرقانونی را به آژانس‌های محلی در ۲۹ شهرستان در امتداد مرز بازپرداخت می‌کند. (بخش ۶۰۷)
- کارفرمایان را موظف می‌کند تا وضعیت حقوقی کارگران را از طریق ابزارهای الکترونیکی تأیید کنند که طی چندین سال به تدریج انجام می‌شود. همچنین مستلزم ارسال گزارش به کنگره یک و دو سال پس از اجرا برای اطمینان از استفاده از آن است. (عنوان هفتم)
- وزارت امنیت داخلی (DHS) را ملزم می‌کند که تعداد افراد غیر از مکزیکی (OTM) دستگیر و اخراج شده و تعداد افرادی که از ایالت‌های حامی تروریسم هستند به کنگره گزارش دهد. (بخش ۴۰۹)
- محکومیت تجاوز جنسی توسط قاچاقچیان در امتداد مرز توسط کنگره را رسمی می‌کند و از مکزیک می‌خواهد که برای جلوگیری از آن اقدام فوری انجام دهد. (اصلاحیه خانه ۶۴۷، تألیف جینی براون ویت)
- همه بیگانگان غیرقانونی را ملزم می‌کند، قبل از اخراج، جریمه ۳۰۰۰ دلاری را بپردازند، در صورتی که موافقت خود را با خروج داوطلبانه اعلام کنند اما به شرایط توافقنامه خود پایبند نباشند. مهلت خروج داوطلبانه به ۶۰ روز کاهش می‌یابد.
- وزارت امنیت داخلی را ملزم به انجام مطالعه در مورد پتانسیل حصار مرزی در مرز کانادا و ایالات متحده می کند.
- حداقل مجازات برای مدارک جعلی را ۱۰سال، جریمه نقدی یا هر دو، با مجازات شدیدتر در موارد کمک به قاچاق مواد مخدر و تروریسم تعیین می‌کند.
- یک مرکز اسناد تقلبی در وزارت امنیت داخلی ایجاد می‌کند.
- مجازات جرایم مشدد و کلاهبرداری‌های مختلف از جمله کلاهبرداری ازدواج و کلاهبرداری اسناد را افزایش می‌دهد.
- یک مهلت ۱۸ماهه برای وزارت امنیت داخلی برای کنترل مرزها با گزارش پیشرفت یک سال پس از تصویب قانون تعیین می‌کند.
- برای هر مهاجر غیرقانونی قبل از اعطای وضعیت مهاجرت قانونی، نیاز به سوابق جنایی، تأیید فهرست نظارت تروریستی، و بررسی اسناد تقلبی دارد.
- به ایالت‌ها برای کمک به اجرای مهاجرت بازپرداخت می‌کند.
- باعث می‌شود اسکان یک بیگانه خارج شده به جرم تبدیل شود و حداقل مجازات زندان را سه سال تعیین می‌کند.
- اخراج هر بیگانه غیرقانونی را که به دلیل رانندگی تحت تأثیر (DUI) محکوم شده‌است، اجازه می‌دهد.
- قاچاق انسان و قاچاق انسان را به قانون پولشویی اضافه می‌کند.
- جریمه بکارگیری کارگران غیرقانونی را به ۷۵۰۰ دلار برای تخلفات بار اول، ۱۵۰۰۰ دلار برای تخلف دوم و ۴۰۰۰۰ دلار برای همه تخلفات بعدی افزایش می‌دهد.
- پذیرش مهاجران از هر کشوری که پذیرش اتباع خود را که از ایالات متحده اخراج می‌شوند را به تأخیر می‌اندازد یا امتناع می‌کند (بخش ۴۰۴) را ممنوع می‌کند.

## منع کمک به مهاجران غیرقانونی
کمک به یک مهاجر غیرقانونی برای «ماندن در ایالات متحده با علم یا نادیده گرفتن بی احتیاطی این واقعیت که چنین شخصی یک بیگانه است که فاقد اختیار قانونی برای اقامت یا ماندن درایالات متحده است» جرم است.علاوه براین، حکم زندانی که برای یک بیگانه حذف شده اعمال می‌شود، برای هر کسی که آگاهانه به آن بیگانه کمک می‌کند «برای ورود مجدد به ایالات متحده» نیز قابل اجرا است.
قوانین فعلی در حال حاضر «کمک و تشویق» به مهاجران غیرقانونی را ممنوع می‌کند. با اینحال، این لایحه به‌طور خاص برای افزایش اجرای قانون علیه قاچاقچیان انسان در نظر گرفته شده‌است.

## اصلاحات
- برنامه ویزای مهاجرتی تنوع (که به عنوان قرعه کشی کارت سبز نیز شناخته می‌شود) را حذف می‌کند. (اصلاحیه خانه ۶۵۰، نویسنده باب گودلات)
- اعطای کمک‌های مالی به سازمان‌های دولتی فدرال، ایالتی یا محلی را که سیاست شهر مقدس را تصویب یا حفظ می‌کنند، ممنوع می‌کند. (اصلاحیه ۶۵۹مجلس، تألیف توماس تانکردو) (با رضایت اتفاق آرا در ۱۶/۱۲/۲۰۰۵ پس گرفته شد)
- ارتباطات ماهواره ای را در بین مقامات اجرایی مهاجرت ادغام می‌کند. (اصلاح مجلس۶۳۸، تألیف جان کارتر)
- برای جلوگیری از جعل، تمام لباس‌های گشت مرزی ایالات متحده باید در ایالات متحده ساخته شوند. (اصلاحیه مجلس ۶۴۱، تألیف ریک رنتزی)
- یک جدول زمانی برای استقرار US-VISIT به تمام پست‌های بازرسی مستقر در زمین تعیین می‌کند. (اصلاحیه خانه ۶۴۲، تألیف مایکل ان. کسل)
- اصلاحیه ۶۵۶ شکست خورد. زبان اصلی این لایحه (جمهوریخواهانه) مجازات موجود برای اولین ورود غیرقانونی را از جنحه به جنایت تغییر داد. این اصلاحیه از طرف نماینده سنسنبرنر زبان جنایت لایحه را به جنحه تغییر می‌داد و این جنبه از قانون موجود را دست نخورده باقی می‌گذاشت. این اصلاحیه با ۱۶۴ رای موافق در مقابل ۲۵۷ رای مخالف شکست خورد. جمهوری خواهان با ۱۵۶ رای موافق در مقابل ۶۵ رای موافق به این اصلاحیه رای دادند تا جنایت به جنحه تبدیل شود. دموکرات‌ها با ۱۹۱ رای موافق در مقابل ۸ رای مخالف به این اصلاحیه رای دادند تا از زبان لایحه به عنوان یک جنایت خارج شود. در بهار سال ۲۰۰۶، در اوج راهپیمایی‌های اعتراضی، دموکرات‌ها از این جنبه جنایت برای تجمع معترضان علیه این لایحه در کل استفاده کردند. این استراتژی اغلب به عنوان «قرص سمی» شناخته می‌شود.

## مناظره
نسخه مجلس نمایندگان با مخالفت بسیاری از سازمان‌های مهاجر، عدالت اجتماعی، بشردوستانه، مذهبی و گروه‌های دیگر مواجه شد. از جمله انتقادات مطرح شده توسط گروه‌های مخالف این است که قانون پیشنهادی ممکن است بر بیش از ۱۱میلیون مهاجر غیرقانونی و افراد مرتبط با آنها تأثیر منفی بگذارد، که شامل اقداماتی است که موانع اساسی برای پلیس جامعه ایجاد می‌کند، و این که نشان دهنده سختگیرانه‌ترین لایحه ضد مهاجرت غیرقانونی است.
این لایحه یک گروه خاص را بر گروه دیگر مشخص نمی‌کند. تصویب این لایحه بر همه بیگانگان غیرقانونی ساکن در ایالات متحده تأثیر می‌گذارد. این واقعیت که بیشتر اعتراضات تا به امروز عمدتاً از مراکز جمعیتی مستقر در مکزیک و اسپانیایی‌تبار بوده‌است، ممکن است از این واقعیت ناشی شود که اسپانیایی‌ها بزرگترین گروه مهاجر غیرقانونی در این کشور هستند.
در جنبه حمایتی این موضوع، استدلال می‌شود که زندگی غیرقانونی در ایالات متحده نقض مدنی است و این لایحه صرفاً با هدف تثبیت مجدد کدهای مهاجرتی ایالات متحده است که مدت‌هاست با تغییر جدیت نقض از یک قانون مدنی نادیده گرفته شده‌اند. به یک جنایتکار حامیان این لایحه استدلال می‌کنند که این لایحه با ارائه مأموران مجری مهاجرت و گمرک ایالات متحده به مرزها، امنیت مرزها را افزایش می‌دهد و از این طریق به جلوگیری از ورود تروریست‌ها به کشور کمک می‌کند و تصویب این لایحه ممکن است به کاهش قاچاق مواد مخدر کمک کند. قاچاق انسان از مکزیک به ایالات متحده با محروم کردن قاچاقچیان از منابع و تماس در سمت مرز ایالات متحده.
مخالفان می‌گویند که این لایحه شامل تدابیری است که باسلب حفاظت از پروسه قضایی مهم، جرم انگاری وضعیتی که ممکن است هیچ کنترلی بر آن نداشته باشند، و محدود کردن چشمگیر دسترسی آنها به خدمات ضروری، حقوق بشر پناهجویان را نقض می‌کند. مخالفان این لایحه استدلال می‌کنند که این قانون همچنین مهاجران غیرقانونی را به عنوان مجرم بازتعریف می‌کند و هر کسی را که در ارائه کمک به آنها مجرم باشد مجازات می‌کند. علاوه براین، چندین مجازات حداقل اجباری جدید برای انواع مختلف جرایم ایجاد می‌کند، ازجمله برخی ازآنها که کارگران بشردوستانه، معلمان مدارس دولتی، کارکنان کلیسا و دیگرانی را که تنها هدفشان ارائه امداد و کمک به حداقل پنج سال اجباری است، افشا می‌کند.
برخلاف برخی گزارش‌ها، این لایحه شامل تعداد زیادی اخراج نمی‌شد. ممکن است سهولت اخراج افرادی که توسط مجریان قانون محلی گرفتار شده‌اند را افزایش دهد، اما هیچ مقرراتی برای جستجوی فعال برای مهاجران غیرقانونی وجود ندارد، همان‌طور که در عملیات وتبک اتفاق افتاد.
اسقف اعظم لس آنجلس راجر ماهونی در مورد مفاد لایحه‌های مهاجرت صحبت کرد و به پرزیدنت بوش نوشت که برخی از اقدامات پیشنهادی عملاً ارائه کمک‌های خیریه و خدمات مذهبی به افرادی را که وضعیت مهاجرت معتبری ندارند، غیرقانونی می‌کند. در چهارشنبه خاکستر۲۰۰۶، کاردینال ماهونی اعلام کرد که به روحانیون و روحانیون اسقف نشینی لس آنجلس دستور می‌دهد در صورت تبدیل شدن به قانون،HR 4437 را نادیده بگیرند. او شخصاً با سناتورهای باربارا باکسر و دایان فاینستاین لابی کرد تا سنا یک لایحه جامع اصلاحات مهاجرت را بررسی کند، نه لایحه ای که صرفاً اجرایی شده بود که در مجلس نمایندگان تصویب شد.ماهونی همچنین کنگره را مقصر بحران مهاجرت غیرقانونی به دلیل عدم اقدام آنها در مورد این موضوع در ۲۰ سال گذشته دانست، با HR 4437 به عنوان تنبیهی و قابل تفسیر توهین آمیز مخالفت کرد و از S.2611 حمایت کرد.

## واکنش
میلیون‌ها نفر به دلیل این تصور که این قانون منجر به اخراج دسته جمعی می‌شود، علیه این قانون اعتراض کرده‌اند. رهبران جنبش‌های درگیر از کنگره خواسته‌اند لایحه‌ای را تصویب کند که به مهاجران غیرمجاز اجازه می‌دهد تا وضعیت قانونی دریافت کنند. سنای ایالات متحده در حال بررسی لوایح (مثلاً S.2611) که برخی از مقرراتHR 4437 را نقض می‌کند، مانند بخش‌هایی که حضور غیرقانونی را جرم اعلام می‌کند (ورود غیرقانونی در حال حاضر یک جنایت است) و کمک به بیگانگان غیرقانونی را جرم انگاری می‌کند. علاوه بر این، بسیاری از شهرها و شهرستان‌ها مواضع رسمی درمخالفت بااین لایحه اتخاذ کرده‌اند. اتحادیه‌های کارگری نیز تا حد زیادی با این لایحه مخالفت کرده‌اند، اگرچه در میان جنبش کارگری درمورد حمایت از برنامه کارگران مهمان یا قانونی‌سازی افرادی که در حال حاضر حضور دارند، دو بند وجود دارد که درحال حاضر دربرخی از لوایح سنا وجوددارد.
این بحث تا حدی نظرات شهروندان ایالات متحده را در مورد مهاجرت غیرقانونی دو قطبی کرده‌است. گالوپ ، سی‌ان‌ان ، سی‌بی‌اس/نیویورک تایمز، لس‌آنجلس تایمز/بلومبرگ، ان‌بی‌سی/وال استریت ژورنال و چندین نظرسنجی دیگر به‌طور مداوم حمایت عمومی از مهاجرت سنا را نشان داده‌اند. لایحه ای که به برخی از مهاجران اجازه می‌دهد از طریق HR 4437 وضعیت قانونی کسب کنند. با این حال، مرکز مطالعات مهاجرت، یک سازمان کاهش مهاجرت، نظرسنجی زوگبی را انجام داد که نشان داد آمریکایی‌ها از رویکرد اجرایی مجلس نمایندگان به جای رویکرد جامع سنا حمایت می‌کنند.
«یک روز بدون مهاجر» که در آن مهاجران غیرمجاز و کسانی که از آنها حمایت می‌کردند تشویق می‌شدند از خرید هر چیزی خودداری کنند و از کار یا تحصیل خودداری کنند، در روز دوشنبه ۱ می ۲۰۰۶ برگزار شد. هدف این بود که به مردم آمریکا نشان دهد که اقتصاد آنها توسط مهاجران غیرقانونی کمک می‌شود. حداقل یک میلیون نفر در سراسر کشور راهپیمایی کردند. راهپیمایی‌های بزرگ در لس آنجلس، نیویورک، شیکاگو، دالاس برگزار شد، در حالی که رویدادهای کوچکتر در اکثر ایالت‌ها، به ویژه در پنسیلوانیا، ویرجینیا، و کارولینای شمالی رخ داد. جمعیت در لس آنجلس برای دو راهپیمایی تحریم ۶۰۰۰۰۰ نفر تخمین زده شد. در دومین اعتراض بزرگ، در شیکاگو، حدود ۴۰۰۰۰۰ نفر شرکت کردند. همه سازمان‌های نهضت حقوق مهاجرت از تحریم حمایت نکردند و به نرخ‌های مشارکت متفاوت منجر شد. تأثیر آن روز بر اقتصاد تا حد زیادی ناشناخته باقی مانده‌است.
در ۱۱ مه۲۰۰۶، رهبران سنا اعلام کردند که تلاش خواهند کرد تا لایحه مهاجرت خود را تا پایان ماه،S.2611 تصویب کنند.
در ۱۳می۲۰۰۶، رئیس‌جمهور جورج دبلیو بوش از پنتاگون خواست تا گارد ملی ایالات متحده را برای کمک به مأموران گشت مرزی مستقر کند. قرار بود این استقرار به ۶۰۰۰ سرباز محدود شود.

## فیلم
سنا صحبت می‌کند، داستان ۱۱ در چگونه دموکراسی اکنون کار می‌کند: دوازده داستان مجموعه ای مستند از فیلمسازان شری رابرتسون و مایکل کامرینی، که فشار برای اصلاحات جامع مهاجرت در ایالات متحده را از سال ۲۰۰۱ تا ۲۰۰۷ بررسی می‌کند. این فیلم از زمان انتشار خود به منبع مهمی برای مدافعان، سیاست گذاران و مربیان تبدیل شده‌است.
سخنرانی سنا حول پاسخ به تصویب لایحه سنسنبرنر در مجلس است. این فیلم واکنش عمومی جنبش مهاجران را به سخت‌ترین لایحه مهاجرتی ضد عفو در تاریخ ارائه می‌کند. تمرکز بر فشار رهبران حزب برای پاسخ دادن است. این فیلم همچنان داستان اصلاحات مهاجرتی دو حزبی را روایت می‌کند که سنا در سال۲۰۰۶ به عنوان رویکردی جایگزین برای HR4437 تصویب کرد.